# Ahmed Jabari
Ahmed al-Jabari (arabă: أحمد الجعبري‎; n. 1960 – d. 14 noiembrie 2012) (numele de familie este scris uneori ca Jaabari, Ja'bari Dja'bri sau Ja'abari) a fost un militant palestinian și al doilea la comanda aripii militare a organizației Hamas, care pe plan internațional este considerată a fi un grup terorist.
Fiul unei familii din Sadjaiyie (Fâșia Gaza), ramură a familiei Dja'bri din Hebron, care s-a refugiase în regiunea Gaza în anii 1930 în urma unei vendette, era absolvent al facultății de istorie a Universității Islamice din Gaza.In timpul studenției s-a angajat pentru cauza arabă palestineană în cadrul organizației  Al Fatah , ulterior a trecut în rândurile Hamasului. Jabari s-a ocupat cu preluarea Fâșiei Gaza de către Hamas și a jucat un rol în capturarea soldatului israelian Gilad Shalit.
Sub comanda sa, Hamas și-a dezvoltat propria sa capacitate de fabricare a armelor și a achiziționat rachete cu rază de acțiune mai lungă.
După o amplificare a tirurilor de rachete și proiectile dinspre Fâșia Gaza în direcția localităților israeliene din vecinătate și din Neghev, Ahmed Jabari a fost ucis la 14 noiembrie 2012, ca urmare a unui raid aerian israelian. Aceasta împreună cu bombardarea unor depozite de rachete palestinene cu rază lungă de acțiune a declanșat o noua rundă în conflictul dintre Israel și Fâșia Gaza, numită în Israel Operația „Stâlpul de nori” sau „Stâlpul apărării”.